# Рудольфштеттен-Фридлисберг
Рудольфштеттен-Фридлисберг (нем. Rudolfstetten-Friedlisberg) — коммуна в Швейцарии, в кантоне Аргау.
Входит в состав округа Бремгартен.  Население составляет 4006 человек (на 31 декабря 2007 года). Официальный код  —  4075.